# Antoni Zaręba
Antoni Zaręba (ur. 1854, zm. 1914), polski lekarz i działacz samorządowy, związany z Dąbrową Tarnowską.

## Życiorys
W Dąbrowie mieszkał i praktykował od 1878. Od 1891 był lekarzem powiatowym. Zasiadał w radzie miejskiej, a w 1900 wybrany został burmistrzem Dąbrowy. Był również współzałożycielem (9 marca 1900) i pierwszym przewodniczącym Stowarzyszenia Katolicko-Narodowego w Dąbrowie; współpracował w ramach tej organizacji ze znanymi postaciami miasta – Ludwikiem Zakrzewskim, dawnym powstańcem styczniowym Adolfem Kukielem (ojcem Mariana), ks. Ludwikiem Kozikiem, a także z miesięcznikiem "Kurier Dąbrowski".
W 1914 zorganizował w Dąbrowie izbę chorych na dyzenterię, niebawem sam padł ofiarą tej choroby. W 1919 jego imię nadano jednej z ulic Dąbrowy Tarnowskiej.